# La Mora, Francisco I. Madero
La Mora är en ort i Mexiko.   Den ligger i kommunen Francisco I. Madero och delstaten Hidalgo, i den sydöstra delen av landet, 90 km norr om huvudstaden Mexico City. La Mora ligger 1 998 meter över havet och antalet invånare är 376.
Terrängen runt La Mora är varierad. Runt La Mora är det tätbefolkat, med 356 invånare per kvadratkilometer. Närmaste större samhälle är San Salvador, 8,6 km öster om La Mora. Trakten runt La Mora består till största delen av jordbruksmark.